# 巴慰祖宅
巴慰祖宅是位于中国安徽省黄山市歙县徽城镇渔梁村渔梁中街77号，是巴慰祖故居。巴氏为徽商世家，侨寓客居汉口、扬州两地，经营盐业。巴慰祖家境富有，又经营盐业，又是清代书法篆刻名家，诗书画印兼擅，一生广事交游，结交汪中等名家，好游名山胜地，最终贫病潦倒，卒于扬州。
巴慰祖故居为渔梁现存规模最大的古民居。始建于明末，到乾隆年间完工，坐北朝南，分前、中、后三进，东、西厅。皆带楼阁，建筑精美，占地面积1000多平方米，建筑面积约1500平方米。保存完好。
巴慰祖宅在1998年、2005年进行了两次大修，辟为巴慰祖故居博物馆。2019年10月，巴慰祖宅公布为全国重点文物保护单位。